# Brommella bishopi
Espèce
Synonymes
- Pagomys bishopi Chamberlin & Gertsch, 1958

Brommella bishopi est une espèce d'araignées aranéomorphes de la famille des Cicurinidae.

## Distribution
Cette espèce est endémique de Californie aux États-Unis,. Elle se rencontre dans le parc national de Yosemite sur le Half Dome.

## Description
La femelle holotype mesure 1,73 mm.

## Systématique et taxinomie
Cette espèce a été décrite sous le protonyme Pagomys bishopi par Chamberlin et Gertsch, 1958. Elle est placée dans le genre Brommella par Braun en 1964.

## Étymologie
Cette espèce est nommée en l'honneur de Sherman Chauncey Bishop.

## Publication originale
- Chamberlin & Gertsch, 1958 : « The spider family Dictynidae in America north of Mexico. » Bulletin of the American Museum of Natural History, no 116, p. 1-152 (texte intégral).